# ハーフタイム (テレビ番組)
ハーフタイムは、TOKYO MXで2013年4月1日から9月26日まで毎週月 - 木曜日の11:30 - 12:00に放送されていたワイドショー、情報番組。

## 出演者

### MC
- 月曜：平成ノブシコブシ（徳井健太・吉村崇）
- 火曜：大島麻衣
- 水曜：ナイツ（塙宣之・土屋伸之）
- 木曜：博多華丸・大吉（博多華丸・博多大吉）

### アシスタント
- 中島静佳

### コメンテーター
- 月曜：羽野晶紀（2013年7月1日～9月23日）
- 火曜：週替わりゲスト（2013年7月2日～9月24日）
- 水曜：三嶋敏裕
- 木曜：水野敬也

### 木曜中継・リポーター
- 佐藤すみれ（AKB48）
- 石田晴香（AKB48）

原則として隔週木曜に交互に出演。

## スタッフ
（最終回時点）
- ナレーション：板垣優稀、宮下卓也
- 構成：つじまこと、八代丈寛、皆川嘉久、小林泰史
- ヘアメイク：松木さや香、正木ゆうこ、固本正美、GIO
- スタイリスト：大島香織、竹内菜穂子、宮城和佐、中野弓子
- SW：磯田利明
- カメラ：吉崎 直、星野聡太
- VTR：渡辺翔太
- VE：工藤久哉
- MIX：畑 圭
- PA：上間真作
- 音効：齊藤慎太郎、山内麻里子
- LD：和田 博、瀬川正雄、岡 麻里子
- 美術：日テレアート
- 照明：共立ライティング
- 音響効果：アーツポート企画(株)
- 技術協力：コスモ・スペース
- FD：秋山秀人、三宅康仁
- 中継D：池田おさむ
- デスク：岡部真弓
- タイムキーパー：本田悦子、星美香、高橋利恵子、海老澤廉子、稲葉由里佳、小国幸恵
- CG：小宮一郎
- AD：チェ・ジョンヒョン、衛藤義正、小島義広、西山裕輝
- ディレクター：赤堀哲也（月曜担当）、近藤伸哉（火曜担当）、河原昇吾（水曜担当）、我妻賢二（木曜担当）
- 演出：木綿幸平
- 企画・統括：川名浩二
- プロデューサー：大川貴史
- 制作協力：JCTV
- 製作著作：TOKYO MX

## 関連番組
- 週末めとろポリシャン♪（金曜日の同時刻の情報番組）